# Дустов, Фаррух Усанович
Фаррух Усанович Дустов (узб. Farrux Usanovich Do‘stov; род. 22 мая 1986, Ташкент, СССР) — узбекский профессиональный теннисист, член сборной Узбекистана в Кубке Дэвиса; двукратный призёр Азиатских игр 2010 и 2014 годов в команде; бронзовый призёр Азиатских игр в помещениях 2017 года в одиночном разряде.

## Общая информация
Фаррух — один из трёх детей Усана и Гули Дустовых; его брата зовут Улугбек, а сестру — Дилбар. Именно сестра впервые привела Фарруха на теннисный корт, когда ему было девять лет.
Любимое покрытие — хард, лучший удар — подача.

## Спортивная карьера
2003 году Дустов начал профессиональную теннисную карьеру, в конце этого же года дважды побывав в финале турниров класса ITF Futures в парном разряде. Осенью 2003 года в Мерано (Италия) узбек впервые вышел в финал «фьючерса» в одиночном разряде и там же завоевал первый в карьере титул на этом уровне. В июле 2006 года в Пензе ему удалось выиграть и турнир более высокого ранга, принадлежащий к Мировому туру ATP Challenger, а в парном разряде первый аналогичный успех пришёл к нему лишь в 2010 году. В общей сложности на счету Дустова пять титулов в «челленджерах» в одиночном и четыре — в парном разряде (из них три за 2013 год). В турнирах АТР-тура Дустов практически не выступает, а в турнирах Большого шлема ни разу не сумел преодолеть квалификационный отбор. Лучшего в карьере места в рейтинге — 98-го — он достиг в начале 2015 года, выиграв во Вроцлаве очередной «челленджер», но в дальнейшем начался спад в результатах, и год Дустов закончил в середине второй сотни рейтинга, а к концу 2016 года опустился в пятую сотню; этот сезон он не смог завершить, получив травму кисти в отборочном матче Открытого чемпионата США.
Несмотря на достаточно скромные личные успехи, Фаррух Дустов является одним из сильнейших теннисистов Узбекистана и регулярным игроком сборной своей страны в Кубке Дэвиса. С 2005 года он провёл за команду Узбекистана около 40 игр в 21 матче, одержав десять побед в одиночном и семь — в парном разряде. В основном Дустов вместе со сборной выступал в I Азиатско-Океанской группе, но дважды (в 2009 и 2012 годах) помогал ей выйти с ней в плей-офф Мировой группы — высшего эшелона Кубка Дэвиса, где узбекские теннисисты уступили соответственно сербам и казахам. Долгая история выступлений Дустова за сборную Узбекистана позволила ему стать лауреатом награды ITF «За верность» (англ. Commitment Award), вручаемой теннисистам, сыгравшим за свои сборные в 20 и более матчах. Другие лауреаты этой награды в Узбекистане — Денис Истомин и Олег Огородов. Фаррух Дустов также был заявлен в составе сборной Узбекистана на Азиатских играх 2010 года, но на корт так и не вышел. Через четыре года на Азиатских играх в Инчхоне он сыграл в составе сборной Узбекистана, завоевав с ней бронзовые медали.

## Рейтинг на конец года
| Год  | Одиночный рейтинг | Парный рейтинг |
| 2016 | 499               | 910            |
| 2015 | 161               | 495            |
| 2014 | 120               | 563            |
| 2013 | 209               | 197            |
| 2012 | 229               | 832            |
| 2011 | 261               | 986            |
| 2010 | 302               | 411            |
| 2009 | 487               | 756            |
| 2008 | 457               | 633            |
| 2007 | 252               | 428            |
| 2006 | 249               | 615            |
| 2005 | 557               | 492            |
| 2004 | 328               | 1 268          |
| 2003 | 485               | 718            |
| 2002 | 1 331             |                |
| 2001 | 1 225             | 1 008          |

## Выступления на турнирах

### Финалычелленджерови фьючерсов в одиночном разряде (22)
| Титулы            |
| Челленджеры (5+4) |
| Фьючерсы (6+3)    |

| Титулы по покрытиям | Титулы по месту проведения матчей турнира |
| ------------------- | ----------------------------------------- |
| Хард (5+2)          | Зал (1+1)                                 |
| Грунт (6+5)         | Зал (1+1)                                 |
| Трава (0)           | Открытый воздух (10+6)                    |
| Ковёр (0)           | Открытый воздух (10+6)                    |

| Результат | №   | Дата             | Турнир                | Покрытие | Соперник в финале | Счёт            |
| --------- | --- | ---------------- | --------------------- | -------- | ----------------- | --------------- |
| Поражение | 1.  | 7 сентября 2003  | Мерано, Италия        | Грунт    | Массимо Очера     | 5-7 6-0 6-7(5)  |
| Победа    | 1.  | 14 сентября 2003 | Мерано, Италия        | Грунт    | Райнер Айтцингер  | 6-3 3-1 — отказ |
| Победа    | 2.  | 7 июня 2004      | Сан-Флориано, Италия  | Грунт    | Слиман Сауди      | 3-6 6-3 6-1     |
| Поражение | 2.  | 21 июня 2004     | Чезена, Италия        | Грунт    | Маттео Колла      | 4-6 4-6         |
| Победа    | 3.  | 12 июля 2004     | Крамзах, Австрия      | Грунт    | Йоханнес Агер     | 1-6 7-6(3) 6-1  |
| Поражение | 3.  | 17 октября 2005  | Лечче, Италия         | Грунт    | Эрик Продон       | 6-3 4-6 4-6     |
| Победа    | 4.  | 28 ноября 2005   | Тунис, Тунис          | Хард     | Фредерик Жанклод  | 6-4 6-1         |
| Победа    | 5.  | 17 июля 2006     | Пенза, Россия         | Хард     | Чжэнь Ти          | 5-7 6-2 6-4     |
| Поражение | 4.  | 31 июля 2006     | Саранск, Россия       | Грунт    | Игорь Сейслинг    | 6-7(8) 4-6      |
| Поражение | 5.  | 12 марта 2007    | Хошимин, Вьетнам      | Хард     | Павел Шнобель     | 3-6 6-7(3)      |
| Поражение | 6.  | 26 марта 2007    | Сен-Бриё, Франция     | Грунт(i) | Кристиан Плесс    | 3-6 1-6         |
| Поражение | 7.  | 25 февраля 2008  | Вольфсбург, Германия  | Ковёр(i) | Люк Соренсен      | 6-7(7) 6-4 4-6  |
| Победа    | 6.  | 22 июня 2009     | Роттердам, Нидерланды | Грунт    | Леонардо Адзаро   | 6-3 6-4         |
| Победа    | 7.  | 28 июня 2010     | Кассель, Германия     | Грунт    | Андрей Кузнецов   | 6-4 6-4         |
| Победа    | 8.  | 1 августа 2011   | Пекин, Китай          | Хард     | Ян Цзунхуа        | 6-1 7-6(4)      |
| Поражение | 8.  | 6 августа 2012   | Самарканд, Узбекистан | Грунт    | Душан Лайович     | 3-6 2-6         |
| Поражение | 9.  | 24 сентября 2012 | Лермонтов, Россия     | Грунт    | Андрей Кузнецов   | 7-6(7) 2-6 2-6  |
| Победа    | 9.  | 12 мая 2014      | Самарканд, Узбекистан | Грунт    | Аслан Карацев     | 7-6(4) 6-1      |
| Поражение | 10. | 30 июня 2014     | Уиннетка, США         | Хард     | Денис Кудла       | 2-6 2-6         |
| Поражение | 11. | 28 июля 2014     | Ванкувер, Канада      | Хард     | Маркос Багдатис   | 6-7(6) 3-6      |
| Поражение | 12. | 9 ноября 2014    | Братислава, Словакия  | Хард(i)  | Петер Гоёвчик     | 6-7(2) 3-6      |
| Поражение | 13. | 16 ноября 2014   | Брешиа, Италия        | Хард(i)  | Илья Марченко     | 4-6 7-5 2-6     |
| Победа    | 10. | 22 февраля 2015  | Вроцлав, Польша       | Хард(i)  | Мирза Башич       | 6-3 6-4         |
| Победа    | 11. | 4 октября 2015   | Агры, Турция          | Хард     | Сакетх Минени     | 6-4 6-4         |

### Финалычелленджерови фьючерсов в парном разряде (13)
| Результат | №  | Дата             | Турнир                        | Покрытие | Партнёр             | Соперники в финале                     | Счёт               |
| --------- | -- | ---------------- | ----------------------------- | -------- | ------------------- | -------------------------------------- | ------------------ |
| Поражение | 1. | 14 сентября 2003 | Мерано, Италия                | Грунт    | Михаил Васильев     | Душан Карол Даниэль Лустиг             | 3-6 0-6            |
| Поражение | 2. | 22 сентября 2003 | Селарджус, Италия             | Грунт    | Томас Хольцер       | Урос Вико Алессандро Мотти             | 2-6 2-6            |
| Поражение | 3. | 6 октября 2003   | Эль-Эхидо, Испания            | Хард(i)  | Томас Хольцер       | Рафаэль Морено Негрин Ларс Ибель       | 4-6 4-6            |
| Поражение | 4. | 25 июля 2005     | Реканати, Италия              | Хард     | Евгений Королёв     | Ловро Зовко Урос Вико                  | 6-7(2) 3-4 — отказ |
| Поражение | 5. | 12 сентября 2005 | Сассари, Италия               | Хард     | Мануэль Гасбарри    | Адриано Бьязелла Андрей Голубев        | 6-7(6) 1-6         |
| Победа    | 1. | 26 сентября 2005 | Ольбия, Италия                | Грунт    | Иван Черович        | Маттео Марраи Филиппо Фильомени        | 6-2 6-3            |
| Победа    | 2. | 10 октября 2005  | Сассари, Италия               | Грунт    | Мануэль Гасбарри    | Джанкарло Петраццуоло Федерико Торрези | 7-5 3-6 7-6(4)     |
| Поражение | 6. | 30 января 2006   | Екла, Испания                 | Хард     | Денис Мацукевич     | Давид Марреро Габриэль Трухильо-Солер  | 1-6 2-6            |
| Победа    | 3. | 29 июня 2009     | Кассель, Германия             | Грунт    | Райлан Рицца        | Кристоф Тиманн Марсель Тиманн          | 6-3 6-3            |
| Победа    | 4. | 5 сентября 2010  | Алфен-ан-ден-Рейн, Нидерланды | Грунт    | Бертрам Штайнбергер | Рой Брюггелинг Бас ван дер Валк        | 6-4 6-1            |
| Победа    | 5. | 13 мая 2013      | Самарканд, Узбекистан         | Грунт    | Александр Недовесов | Раду Албот Джордан Керр                | 6-1 7-6(7)         |
| Победа    | 6. | 23 сентября 2013 | Фергана, Узбекистан           | Хард     | Малик Джазири       | Илья Бозоляц Роман Ебавы               | 6-3 6-3            |
| Победа    | 7. | 21 октября 2013  | Казань, Россия                | Хард(i)  | Раду Албот          | Егор Герасимов Дмитрий Жирмонт         | 6-2 6-7(3) [10-7]  |